# Portada/efemèride octubre 14
Imatge de les protestes a l'Aeroport.
« 13 d'octubre · 14 d'octubre · 15 d'octubre »